# Gulvtæppetalen
Gulvtæppetalen var en tale, som daværende statsminister Poul Schlüter (K) holdt fra Folketingets talerstol 25. april 1989 i forbindelse med den såkaldte Tamilsag.
| „ | Der er ingen tvivl om, hvor ansvaret placeres. Det placeres hos justitsministeren og regeringen. Den foreliggende sag er belyst tilstrækkeligt, og ansvaret var regeringens og justitsministerens. Der er ikke fejet noget ind under gulvtæppet | “ |

sagde statsministeren under tingets førstebehandling af B76 – forslag til folketingsbeslutning om nedsættelse af en kommissionsdomstol vedr. administration af udlændingeloven. Beslutningsforslaget faldt ved afstemningen i tinget, idet flertallet efter talen tog statsministerens ord for gode varer.
Efter gulvtæppetalen fik Tamilsagen mindre bevågenhed i medierne.
Det var først omkring et år efter da Alex Frank Larsens kritiske dokumentarfilm Blodets bånd blev vist den 23. april 1990 på DR at sagen for alvor blussede op igen.
I en direkte tv-debat med Erik Ninn-Hansen foreslog Larsen en kommissionsdomstol og den 8. maj 1990 besluttede Folketinget at iværksætte en dommerundersøgelse.
Sagen endte med at koste den konservativt ledede regering livet i 1993, og den ansvarlige for behandlingen af tamilernes ansøgninger om familiesammenføring, justitsminister Erik Ninn-Hansen blev ved en rigsret idømt fire måneders fængsel for at have brudt ministeransvarlighedsloven.
I 2015 forklarede Poul Schlüter, hvordan det lige netop blev de ord, der kom til at afslutte talen.
| „ | Det var afslutningsordene til den tale, som Justitsministeriet havde lavet til mig. Jeg synes nok, at det var lidt flot, men hvorfor ikke bruge det, når Justitsministeriet anbefalede os det. Jeg tog det som embedsmændenes garanti, at den tale i enhver forstand var korrekt. Det er mig, der hænger på den. Sådan er det. | “ |